# The FORCE (album)
Pour les articles homonymes, voir The Force (homonymie) et Force.
Albums de LL Cool J
Authentic
(2013)
Singles
1. Saturday Night Special
Sortie : 14 juin 2024
2. Passion
Sortie : 12 juillet 2024
3. Proclivities
Sortie : 9 août 2024

The FORCE (acronyme de Frequencies of Real Creative Energy) est le quatorzième album studio de LL Cool J sorti en 2024. Il n'avait plus sorti d'albums depuis Authentic, onze ans plus tôt. Cet opus marque également son retour chez Def Jam depuis l'album Exit 13 (2008).
L'album est majoritairement produit par Q-Tip, qui apparait également sur plusieurs titres,. L'album contient notamment des apparitions de Snoop Dogg, Fat Joe, Rick Ross, Sona Jobarteh, Saweetie, Busta Rhymes, Nas ou encore Eminem.

## Historique
Le développement du 14e album studio de LL Cool J est annoncé à l'été 2014. Il s'intitule initialement GOAT 2, en référence à son album à succès GOAT sorti en 2000. Cependant, courant 2015, le rappeur annonce abandonner la musique pour se concentrer sur sa carrière d'acteur — notamment la série NCIS : Los Angeles — ou la présentation de l'émission Lip Sync Battle (en).
En mars 2016, LL Cool J réitère son intention de se focaliser sur sa carrière d'acteur Après les retours négatifs de fans, il annonce abandonner l'album pour en créer un tout nouveau.
En 2019, LL Cool J revient sur le label Def Jam Recordings pour son prochain opus. Le projet ne refait plus parler de lui jusqu'en mars 2022, lorsque LL Cool J confirme sur Instagram que Q-Tip produit la majorité des titres.
En février 2023, LL Cool J confirme que l'album est en gestation mais qu'il n'est « pas encore digne d'une sortie » cette année-là,,,,.
Le 12 juillet 2024, jour du 40e anniversaire de la fondation de Def Jam Recordings, il révèle le titre de l'album : The FORCE. Il ajoute avoir « dû réapprendre à rapper ». Dix jours plus tard, la liste des titres est également révélée.

## Singles
Le 15 juin 2024 sort le premier single, Saturday Night Special. Il s'agit d'une collaboration avec les rappeurs Fat Joe et Rick Ross Selon LL Cool J, ce morceau était initialement destiné à un album commun avec 50 Cent, finalement annulé car il « ne correspondait pas à [son] style,. »
Le second single, Passion, sort le 12 juillet 2024, jour de l'annonce de la sortie de l'album. Proclivities, en duo avec Saweetie, sort ensuite le 9 août 2024. Le quatrième extrait est une collaboration avec Eminem intitulée Murdergram Deux. Suite d'un morceau présent sur l'album Mama Said Knock You Out, la chanson est dévoilée le 30 août 2024,.

## Liste des titres
| 1.    | Spirit of Cyrus (feat. Snoop Dogg)                    | - James Todd Smith - Calvin Broadus - Kamaal Fareed - Simon Park                                                   | Q-Tip                     | 3:30 |
| 2.    | The Force                                             | - Smith - Fareed - Michael Jackson                                                                                 | Q-Tip                     | 2:49 |
| 3.    | Saturday Night Special (feat. Fat Joe & Rick Ross)    | - Smith - Joseph Cartagena - Fareed - Pye Hastings - William Roberts III                                           | Q-Tip                     | 3:28 |
| 4.    | Black Code Suite (feat. Sona Jobarteh)                | - Smith - Jon Eberson - Fareed - Sona Jobarteh                                                                     | - Q-Tip - Jobarteh (add.) | 4:26 |
| 5.    | Passion                                               | - Smith - Fareed - Herbie Hancock                                                                                  | Q-Tip                     | 2:29 |
| 6.    | Proclivities (feat. Saweetie)                         | - Smith - Carlos Coleman - Julius Darrington - Fareed - Gary Webb                                                  | Q-Tip                     | 3:39 |
| 7.    | Post Modern                                           | - Smith - Fareed - R. L. Smith                                                                                     | Q-Tip                     | 2:09 |
| 8.    | 30 Decembers                                          | - Smith - Fareed - Pekka Rechardt                                                                                  | Q-Tip                     | 3:26 |
| 9.    | Runnit Back                                           | - Smith - Fareed - Jonathan Lind - Maurice White                                                                   | Q-Tip                     | 2:46 |
| 10.   | Huey in the Chair (feat. Busta Rhymes)                | - Smith - Fareed - Michael Karoli - Jaki Liebezeit - Irmin Schmidt - Holger Schüring - Trevor Smith - Kenji Suzuki | Q-Tip                     | 2:24 |
| 11.   | Basquiat Energy                                       | - Smith - Fareed - Alex Wiska                                                                                      | Q-Tip                     | 2:22 |
| 12.   | Praise Him (feat. Nas)                                | - Smith - Fareed - Oluko Imo - Nasir Jones                                                                         | Q-Tip                     | 2:25 |
| 13.   | Murdergram Deux (feat. Eminem)                        | - Smith - Fareed - Anthony King - Marshall Mathers III                                                             | - Q-Tip - Eminem (add.)   | 3:05 |
| 14.   | The Vow (feat. Mad Squablz, J-S.A.N.D. & Don Pablito) | - Smith - James Brown - Kashif Dove - Dahseim Henry - Betty Newsome - Jaleel Ross                                  | - J-S.A.N.D. - Kizzo      | 4:35 |
| 43:33 |                                                       | |                           |      |

## Samples
Source : WhoSampled
- The Force contient un sample de Don't Stop 'Til You Get Enough de Michael Jackson.
- Passion contient un sample de Sun Touch de Herbie Hancock.
- Proclivities contient une interpolation de Flava in Ya Ear (Remix) de Craig Mack feat. The Notorious B.I.G., Rampage, LL Cool J & Busta Rhymes, ainsi qu'un sample de M.E. de Gary Numan.
- Saturday Night Special contient des samples de Bobbing Wide de Caravan et Diet Coke de Pusha T.
- 30 Decembers contient un sample de Lucky Golden Stripes and Starpose de Wigwam.
- Murdergram Deux contient un sample de Donna's Dilemma d'Anthony King.
- Spirit of Cyrus contient un sample de Sphinx de Chameleon (Library Music Act) ainsi qu'un dialogue du film Les Guerriers de la nuit.
- Black Code Suite contient un sample de White de Moose Loose.
- Huey in the Chair contient un sample de Halleluwah de Can.
- The Vow contient un sample de It's a Man's Man's Man's World de The Voltage.
- Runnit Bac contient un sample de Sun Goddess de Ramsey Lewis.
- Post Modern contient un sample de The Wishing Song de Bob Smith.
- Basquiat Energy contient un sample de Chicken Talk d'Alex Oriental Experience.

## Crédits
- LL Cool J : rap
- Q-Tip : programmation (pistes 1–12), guitare basse (1, 2, 4–6, 8–10, 12), percussions (1, 2, 9), claviers (2, 3, 5–9), guitare (6, 7), réalisateur artistique (1–13), ingénieur du son (album entier), mixage (1–12, 14), chœurs
- Casey Benjamin (en) : claviers (2)
- Sona Jobarteh : voix additionnelles et chœurs, guitare basse, guitare (4)
- Eric Appapoulay (en) : voix additionnelles (4)
- Mitsue Burnett : voix additionnelles (5)
- Blair Wells : guitare (7–10, 12)
- Luis Resto : claviers (13)
- J-S.A.N.D. : programmation et production (14)
- Kizzo : production (14)
- Sona Jobarteh : producteur additionnelle, ingénieur du son (4)
- Eminem : rap et producteur additionnelle (13)
- Blair Wells : mixage (1–12), ingénieur du son (1–12, 14)
- Mike Strange – mixing, ingénieur du son (13)
- Manny Marroquin (en) : mixage (14)
- Mike Bozzi (en) : mastering (1–12, 14)
- Brian "Big Bass" Gardner (en) – mastering (13)